# Botrychium pedunculosum
Botrychium pedunculosum är en låsbräkenväxtart som beskrevs av Wagner. Botrychium pedunculosum ingår i släktet låsbräknar, och familjen låsbräkenväxter. Inga underarter finns listade i Catalogue of Life.